# Wereldkampioenschap schaatsen allround vrouwen 1939
Het zevende Wereldkampioenschap schaatsen allround voor vrouwen werd op 26 en 27 februari 1939 verreden op de Ratina ijsbaan in Tampere, Finland.
Er deden slechts 8 deelneemsters uit drie landen (Finland, Nederland en, voor het eerst, Polen) aan deze editie mee.
De enige Nederlandse, Gonne Donker, deed voor de derde keer mee en behaalde drie afstandsmedailles (goud (500m), zilver (3000m) en brons (1000m) voor Nederland op het WK. Ze viel op de 5000m en stond na afloop tweede in het klassement, maar na een protest van de Poolse Zofia Nehringowa werd ze echter gediskwalificeerd en dus niet geklasseerd in het eindklassement.
Ook dit kampioenschap werd over vier afstanden verreden, respectievelijk de 500m, 3000m, 1000m, en 5000m.
Na drie tweede en een derde plaats werd de Finse Verné Lesche nu wereldkampioene voor haar landgenoten Liisa Salmi en Laura Tamminen. Er waren vijf debutanten in 1939.

## Afstandsmedailles
| Afstand | Goud ·       | Zilver ·                    | Brons ·          |
| ------- | ------------ | --------------------------- | ---------------- |
| 500m    | Gonne Donker | Liisa Salmi                 | Verné Lesche     |
| 3000m   | Verné Lesche | Gonne Donker Laura Tamminen | -                |
| 1000m   | Verné Lesche | Liisa Salmi                 | Gonne Donker     |
| 5000m   | Verné Lesche | Laura Tamminen              | Zofia Nehringowa |

## Klassement
| Rang   | Schaatsster         | Land      | Punten  | 500m        | 3000m      | 1000m       | 5000m       |
| ------ | ------------------- | --------- | ------- | ----------- | ---------- | ----------- | ----------- |
| Goud   | Verné Lesche        | Finland   | 239,793 | 55,7 (3)    | 6.20,3 (1) | 1.55,9 (1)  | 10.27,6 (1) |
| Zilver | Liisa Salmi         | Finland   | 252,507 | 54,7 (2)    | 7.05,8 (5) | 1.57,4 (2)  | 11.21,4 (4) |
| Brons  | Laura Tamminen      | Finland   | 252,787 | 57,3 (4)    | 6.43,6 (2) | 2.04,6 (4)  | 10.59,2 (2) |
| 4      | Kaarina Willberg    | Finland   | 268,667 | 1.02,0 (6)  | 7.13,3 (7) | 2.07,0 (5)  | 11.49,5 (6) |
| 5      | Zofia Nehringowa    | Polen     | 269,750 | 1.08,8* (8) | 6.57,9 (4) | 2.10,4 (7)  | 11.07,0 (3) |
| 6      | Anna-Liisa Tuominen | Finland   | 274,867 | 1.06,7* (7) | 7.11,5 (6) | 2.12,9* (8) | 11.38,0 (5) |
| 7      | Toini Nieminen      | Finland   | 277,940 | 1.00,8 (5)  | 7.51,0 (8) | 2.10,0 (6)  | 12.16,4 (7) |
| DQ4    | Gonne Donker        | Nederland | 180,967 | 54,3 (1)    | 6.43,6 (2) | 1.58,3 (3)  | * DQ        |

* = met val
NC = niet gekwalificeerd
NF = niet gefinisht
NS = niet gestart
DQ = gediskwalificeerd
Vet gezet = kampioenschapsrecord